# Caltrano
Caltrano (deutsch veraltet: Galtrann) ist eine nordostitalienische Gemeinde (comune) mit 2523 Einwohnern (Stand 31. Dezember 2023) in der Provinz Vicenza in Venetien. Die Gemeinde liegt etwa 26 Kilometer nordnordwestlich von Vicenza. Die südliche Gemeindegrenze bildet der Astico.

## Verkehr
Durch die Gemeinde führt die frühere Strada Statale 349 di Val d’Assa e Pedemontana Costo (heute eine Provinzstraße) von Trient nach Costabissara.